# Optické jevy v polovodičích
Optické jevy v polovodičích je souhrn fyzikálních a chemických jevů, které se týkají záření o vlnové délce označované jako viditelné záření. 

## Dělení
Optické jevy dělíme na 2 hlavní skupiny :

### Fotoelektrický jev
Fotoelektrický jev je vznik volných nosičů při interakci hmoty a záření.
Dělí se na :
- Vnější — elektron opustí krystal polovodiče
- Vnitřní — elektron zůstane uvnitř polovodičového krystalu.

#### Fotoelektrická vodivost
Fotoelektrická vodivost je rozdíl konduktivity za světla a za tmy.
{\displaystyle \Delta \sigma =\sigma _{0}-\sigma _{T}=q(\Delta N_{n}b_{n}+\Delta N_{p}b_{p})\,\!}

### Elektroluminiscence
Elektroluminiscence je děj, při němž elektrony přeskakují z vyšší energetické hladiny do nižší, což vyvolá vznik elektromagnetického záření. Platí zákon zachování energie a zákon zachování hybnosti rekombinujících elektronů. 
- Přímá mezipásmová rekombinace — přeskok elektronu z minima vodivostního pásu do maxima valenčního pásu. Frekvence emitovaného záření je dána vztahem :

{\displaystyle v={\frac {E_{g}}{h}},v={\frac {c}{\lambda }}}
- Rekombinace prostřednictvím příměsových center

{\displaystyle v={\frac {E_{g}-\Delta E_{A,D}}{h}}}
- Rekombinace spojená se zánikem excitonu

{\displaystyle v={\frac {E_{g}-E_{ex}}{h}},v={\frac {c}{\lambda }}}